# Véhicule d'appui chenillé
Pour les articles homonymes, voir VAC.
 (octobre 2023).
Le contenu est difficilement compréhensible vu les erreurs de traduction, qui sont peut-être dues à l'utilisation d'un logiciel de traduction automatique.
Le véhicule d'appui chenillé ou véhicule de soutien chenillé (VAC) sera un véhicule blindé de transport de troupes qui entrera en service dans l'armée espagnole remplaçant le M113 TOA,.
Le VAC sera un véhicule blindé fabriqué par le consortium Tess Defence, formé par quatre entreprises espagnoles : Santa Bárbara Sistemas, Indra Sistemas, Sapa Placencia et Escribano Mechanical & Engineering. Ce même consortium fabrique les véhicules Dragón 8x8.

## Contexte

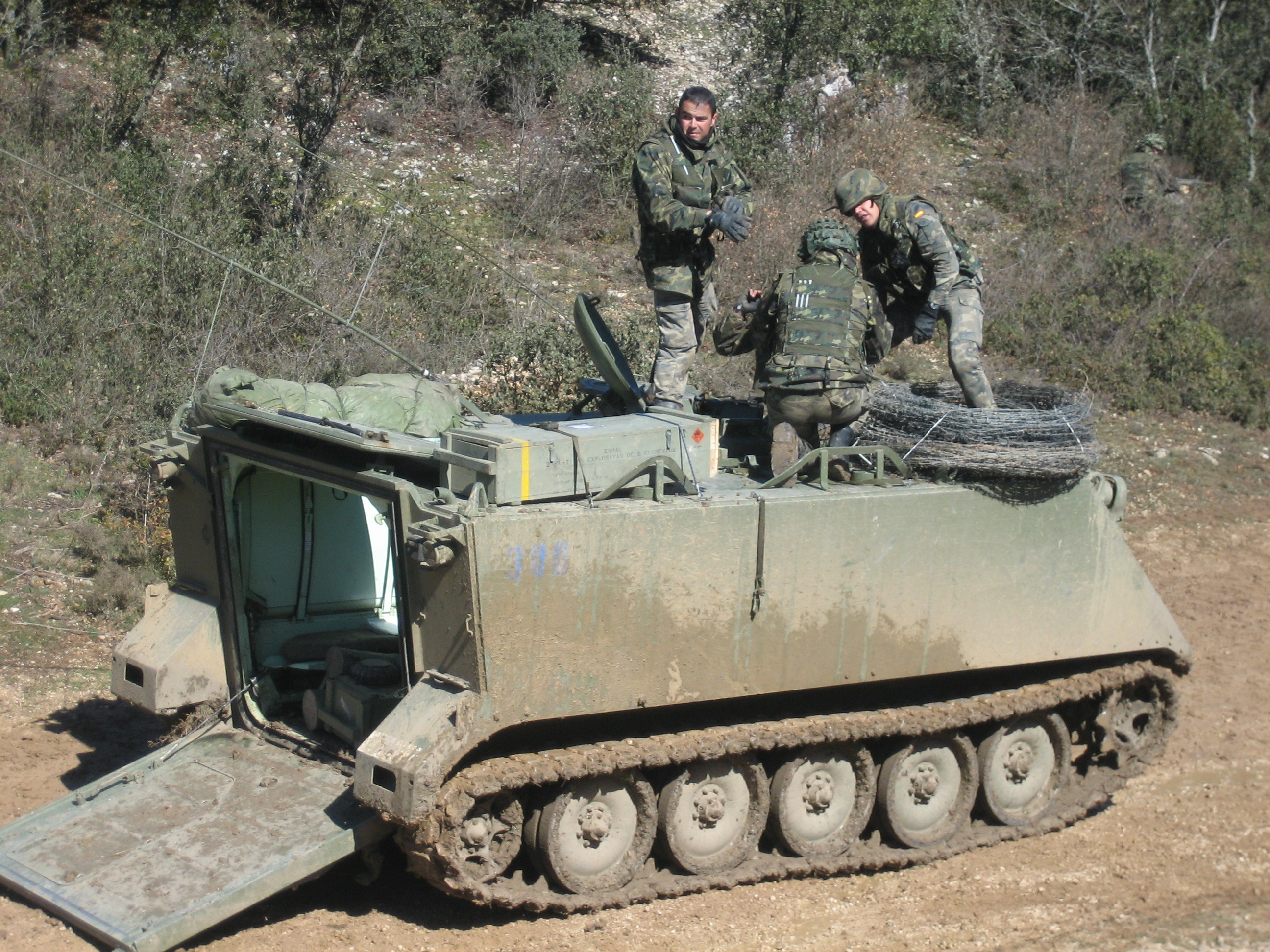
M-113 de l'Armée espagnole, année 2007.

Le 22 août 2023, le gouvernement espagnol a approuvé le lancement d'un contrat pour la fabrication de véhicules 8x8 394 VAC pour près de 2 000 millions d'euros.
Ce nouveau programme vise à remplacer les véhicules de transport blindé à chenilles (TOA) M113, vieux de 50 ans. Ce remplacement devrait débuter au plus tôt en 2027 et se terminer en 2035.

## Conception

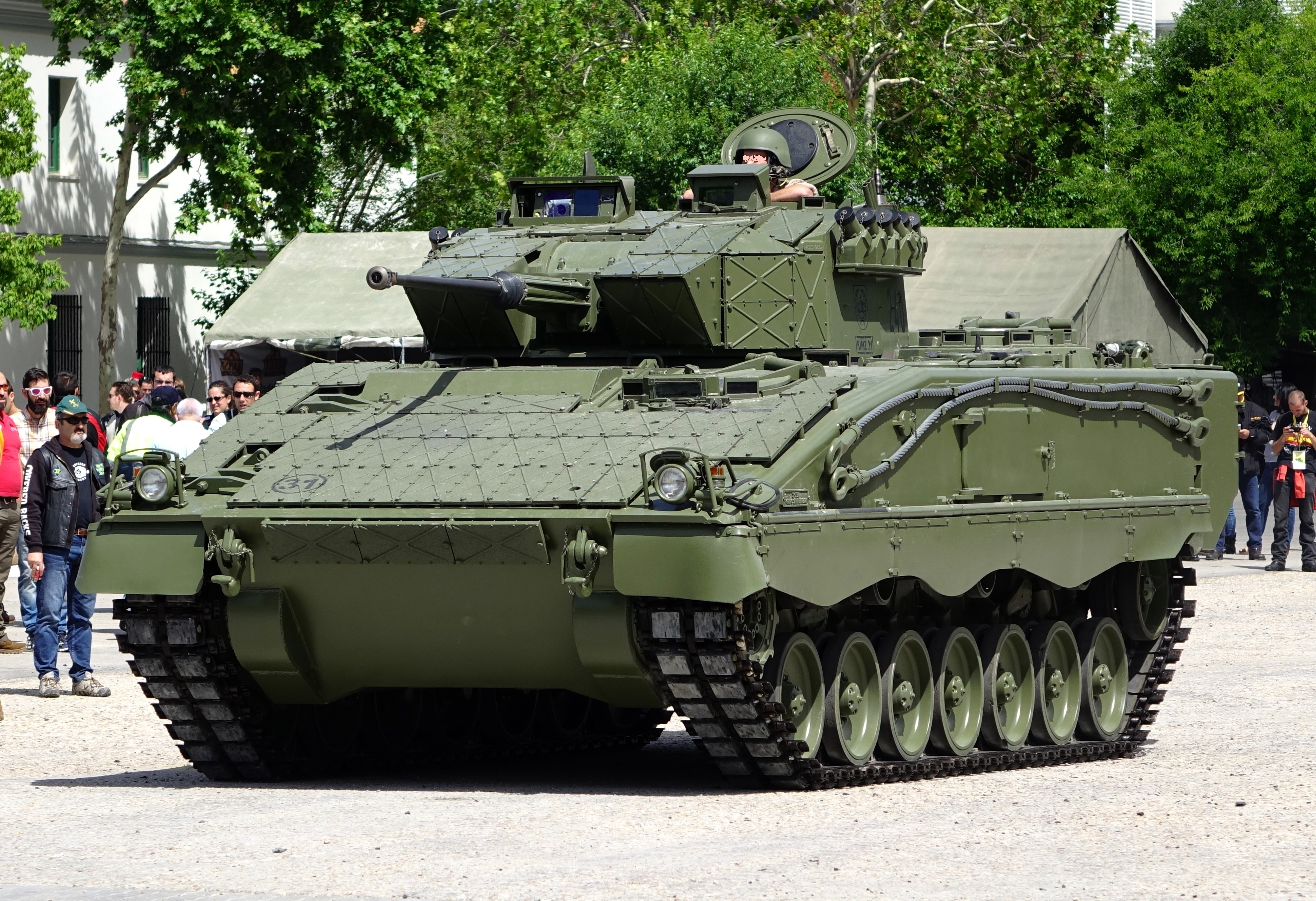
ASCOD Pizarro / Ulan de l'Armée espagnole, année 2015.

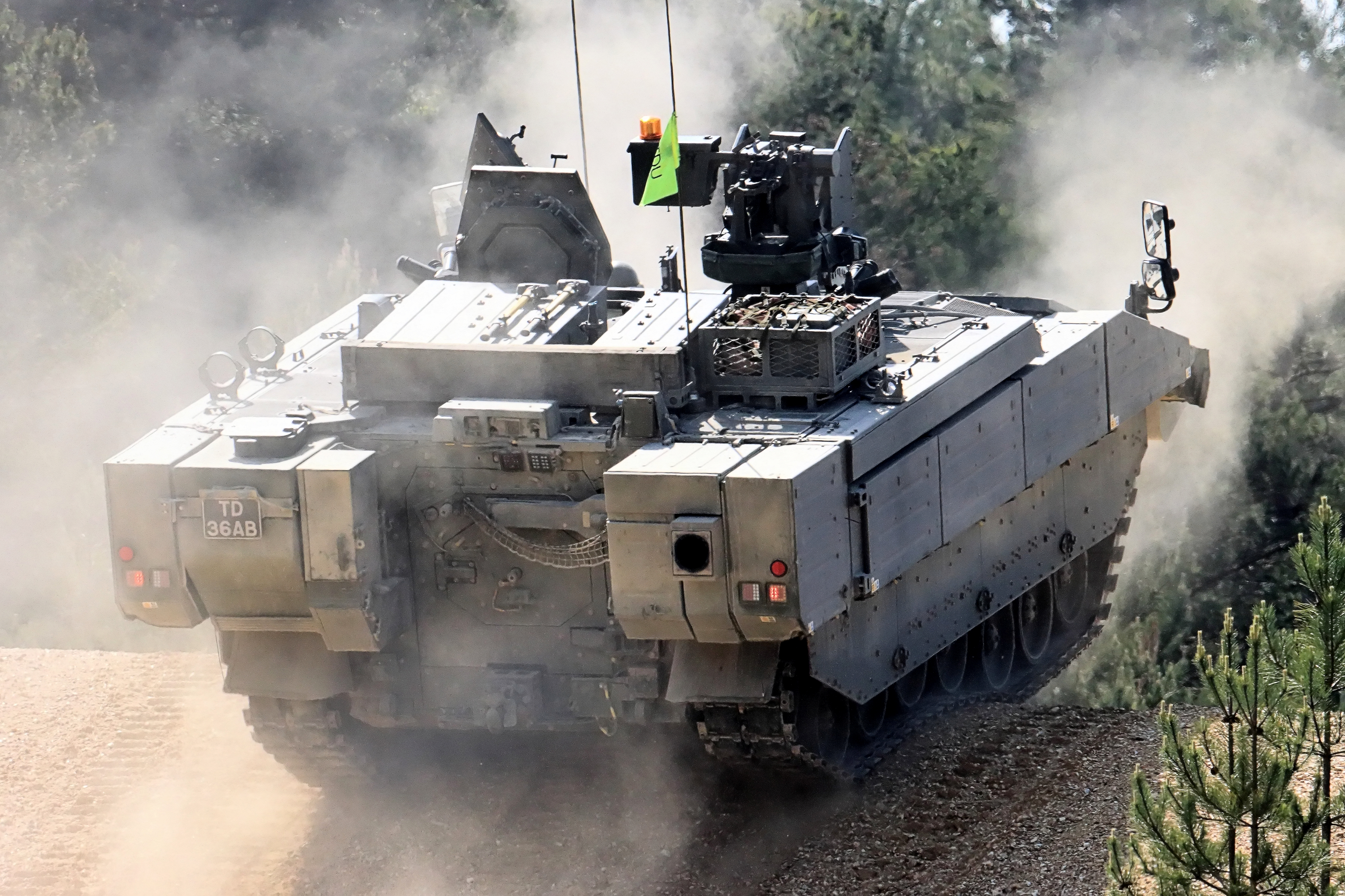
Ultime version de l'Ascod, le General Dynamics Ajax, dont la base sans la tourelle constituera le VAC

Le véhicule sera basé sur la plateforme Ascod, la base du véhicule espagnol Pizarro et autrichien Ulan.
Ses principales caractéristiques sont, :
- Entre 38 et 42 tonnes de poids selon version
- 8 mètres de longueur
- 3 mètres de large
- 2,4 mètres de haut sans tour
- Il disposera d'une protection balistique et anti-mines similaire à celle du VCR 8x8 Dragon (véhicule blindé), d'un alerte laser, d'un système d'aide à la conduite et d'un système de connaissance de la situation.
- Il est envisagé d'introduire de nouvelles technologies telles que la 5G, la maintenance prédictive et même les chaînes en caoutchouc.
- Il aura une protection contre les mines, les EEI (engins explosifs improvisés) et les projectiles d'un certain calibre et sera conçu pour accompagner les véhicules de combat d'infanterie et de cavalerie à roues.
- Il aura différentes versions : poste de commandement, transport de personnel, porte-mortier, antichar, ambulance, dépannage ou cargo/logistique militaire.
- Il est prévu d'incorporer un système de protection active.

## Opérateurs
- Espagne L'unique utilisatrice prévue en 2023 est l'armée de terre espagnole, avec signature fin 2023 du contrat d'achat de 394 VAC[5].